# 224027 Gregoire
224027 Gregoire este o planetă minoră (asteroid) din centura de asteroizi. A fost descoperită pe 10 iunie 2005 la Vicques⁠(d) de Michel Ory⁠(d). 
Obiectul prezintă o orbită caracterizată de o semiaxă mare de 2,3477869603148 UAi, o excentricitate de 0,22, o înclinație de 3,5 ° în raport cu ecliptica.